# Richard Somers
Richard Somers (Great Egg Harbor, New Jersey, 1778 - Tripoli, 4 september 1804), was een officier van de United States Navy, die sneuvelde, samen met zijn mannen, tijdens een moedige en gedurfde bestorming in de haven van Tripoli in Libië.

## Zijn levensloop
Richard Somers werd geboren in Great Egg Harbor in New Jersey en doorliep de Marineschool in Philadelphia, samen met twee andere studiegenoten en toekomstige marinehelden o.a. Stephen Decatur jr. en Charles Stewart. Hij werd bevorderd tot midshipsman (adelborst) op 25 april 1797 en diende in West-Indië tijdens de Quasi-Oorlog met Frankrijk, op het fregat "USS United States", samen met Decatur en Stewart en onder bevel van kapitein John Barry.
Hij werd daarna bevorderd tot luitenant op 21 mei 1799. Luitenant Somers ging daarna van boord van de "USS United States", op 13 juni 1801 om actieve dienst te nemen op de "USS Boston", op 30 juli 1801.
Hij diende op dit laatste fregat in de Middellandse Zee.
Na de dienst op de "USS Boston", keerde hij terug naar Washington D.C. en ging met verlof op 11 november 1802, ter afwachting voor verdere orders.

### Zijn carrière
Op 5 mei 1803 kreeg Somers het bevel om zich naar Baltimore, Maryland te begeven om over een al bemande en geheel uitgeruste "USS Nautilus" het bevel te voeren. Wanneer de schoener gereed was om zee te kiezen, zeilde hij naar de Middellandse Zee. De "USS Nautilus" was onderweg op 30 juni en bereikte Gibraltar op 27 juli, en zeilde vier dagen later door naar Spanje. Dan keerde hij terug naar Gibraltar om deel te nemen met commodore Edward Preble met de "USS Constitution", die een nieuw eskader bijeen bracht voor de strijd tegen de Barbarijse piraten. Somers zeilde met zijn schip, met Preble op 6 oktober naar Tanger, waar de Amerikaanse marinesterkte, samen met die van de Europeanen in Marokko, voor een groodscheepse machtsvertoon zorgden en voor het vernieuwen van het Verdrag van 1786. Daarna werd de aandacht van Preble's vloot verscherpt en in acht genomen voor een mogelijke komende zeestrijd.
Somers diende toen als bevelvoerend officier over de "USS Nautilus" tijdens de operationele acties tegen Tripoli en verkreeg hij een bevordering tot Master Commandant op 18 mei 1804. In de zomer kreeg hij het bevel over een divisie van kanonneerboten gedurende de vijf aanvallen op Tripoli.

### Zijn dood
Op 4 september 1804 nam Somers het bevel over van het brandende zeilschip, de "USS Intrepid", terwijl ze brandde als een "drijvende vulkaan", zeilde en roeide Richard Somers ermee binnen de haven van Tripoli, middenin door de piratenvloot om zo dicht mogelijk onder de muren van de stad te komen, met de bedoeling het schip te laten ontploffen, nadat ze de "brander" hadden ontruimd. Althans, dat was de bedoeling...
Die nacht toen ze onderweg waren binnenin de haven, ontplofte ze echter vroegtijdig en doodde Richard Somers en allen van zijn moedige bemanning van vrijwilligers...
Master commandant Richard Somers werd begraven in de buurt van Tripoli in Libië. Hij was 26 jaar toen hij stierf... De staat New Jersey besliste in 2004, tijdens een bijeenkomst, met twee verzoekende oproepen, voor een mogelijke overbrenging van zijn stoffelijk overschot, terug naar New Jersey, Verenigde Staten... 
- Zes schepen van de U.S.Navy met de naam USS Somers werden naar hem vernoemd als eerbetoon.

- De stad Somers, New York, die in Westchester County ligt, werd te zijner ere genoemd.